# Драгньов
Драгньов (словац. Drahňov, угор. Deregnyő) — село, громада в окрузі Михайлівці, Кошицький край, Словаччина. Село розташоване на висоті 110 м над рівнем моря. Населення — 1200 чол. (98 % — словаки). Вперше згадується в 1315 році. В селі є бібліотека, поштове відділення та футбольне поле. Також є залізнична станція.
В Драгньові народився Ернест Юст — радянський та український тренер, переможець кубка СРСР 1969 року з львівськими "Карпатами".

## Населення
| Рік:            | 1994. | 2004.    | 2014.    | 2024.    |
| --------------- | ----- | -------- | -------- | -------- |
| Кількість осіб: | 992   | 1180     | 1426     | 1692     |
| Різниця:        |       | +18,95 % | +20,84 % | +18,65 % |

| Рік:            | 2023. | 2024.   |
| --------------- | ----- | ------- |
| Кількість осіб: | 1676  | 1692    |
| Різниця:        |       | +0,95 % |